# Lijst van staatshoofden van Estland
Dit artikel geeft een lijst van staatshoofden van Estland.

## Beknopte tijdslijn
| 1721-1917 | Estland deel van Rusland (Hertogdom Estland) |
| 1917      | november: De communistische regering van Rusland trekt de autonomie van Estland in. De Bevrijdingsraad van Estland kiest een voorlopige regering om de onafhankelijkheid voor te bereiden |
| 1918      | 24 februari: Onafhankelijkheidsverklaring (Republiek Estland) |
| 1918      | februari-november: Estland bezet door Duitsland |
| 1918      | 11 november: Onafhankelijke (Republiek Estland) |
| 1918      | november-maart 1919: Estse Radenrepubliek (communistisch) |
| 1940      | 17 juni: Sovjet-Russische bezetting |
| 1940      | augustus: Estse Socialistische Sovjetrepubliek |
| 1941-1944 | Duitse bezetting |
| 1944      | 18 september-22 september: Kort herstel Republiek Estland |
| 1944-1990 | 22 september: Estse SSR |
| 1990      | Onafhankelijkheid (Republiek Estland) |
| 1991      | Onafhankelijkheid erkend door de Sovjet-Unie |

## Staatshoofden van Estland (1918-heden)

### Leden Bevrijdingsraad van Estland (1918)
| Lid              | Periode       | Partij |
| ---------------- | ------------- | ------ |
| Konstantin Päts  | februari 1918 | EMRL   |
| Konstantin Konik | februari 1918 |        |
| Jüri Vilms       | februari 1918 |        |

### Voorzitter van de Raad van de Werkende Gemeenschap vanEstland(1918-1919)
| Voorzitter  | Periode              | Partij                |
| ----------- | -------------------- | --------------------- |
| Jaan Anvelt | nov. 1918-febr. 1919 | communistische partij |

### Oudsten van de Staat(1919-1937)
| Oudste | Oudste                                                                      | Ambtstermijn     | Ambtstermijn     | Partij |
| ------ | --------------------------------------------------------------------------- | ---------------- | ---------------- | ------ |
|        | August Rei (1x) (1886-1963) (voorzitter van de Grondwetgevende Vergadering) | 1919             | 1920             | ESDTP  |
|        | Ants Piip (1884-1942)                                                       | 21 december 1920 | 25 januari 1921  | ETE    |
|        | Konstantin Päts (1x) (1874-1956)                                            | 25 januari 1921  | 21 november 1922 | PK     |
|        | Juhan Kukk (1885-1942)                                                      | 21 november 1922 | 2 augustus 1923  | ETE    |
|        | Konstantin Päts (2x) (1874-1956)                                            | 2 augustus 1923  | 26 maart 1924    | PK     |
|        | Friedrich Akel (1871-1941)                                                  | 26 maart 1924    | 16 december 1924 | ERE    |
|        | Jüri Jaakson (1870-1942)                                                    | 16 december 1924 | 16 december 1925 | ER     |
|        | Jaan Teemant (1x) (1872-1941?)                                              | 15 december 1925 | 9 december 1927  | PK     |
|        | Jaan Tõnisson (1x) (1868-1941?)                                             | 9 december 1927  | 4 december 1928  | ER     |
|        | August Rei (2x) (1886-1963)                                                 | 4 december 1928  | 9 juli 1929      | ESTP   |
|        | Otto August Strandman (1875-1941)                                           | 9 juli 1929      | 12 februari 1931 | ETE    |
|        | Konstantin Päts (3x) (1874-1956)                                            | 12 februari 1931 | 19 februari 1932 | n/p    |
|        | Jaan Teemant (2x) (1872-1941?)                                              | 19 februari 1932 | 19 juli 1932     | PKK    |
|        | Karl August Einbund (1888-1942)                                             | 19 juli 1932     | 1 november 1932  | PKK    |
|        | Konstantin Päts (4x) (1874-1956)                                            | 1 november 1932  | 18 mei 1933      | n/p    |
|        | Jaan Tõnisson (2x) (1868-1941?)                                             | 18 mei 1933      | 21 oktober 1933  | RKE    |
|        | Konstantin Päts (5x) (1874-1956)                                            | 21 oktober 1933  | 3 september 1937 | n/p    |

### Staatshoofd van Estland (1934-1940)
| Staatshoofd | Staatshoofd                                              | Ambtstermijn    | Ambtstermijn     |
| ----------- | -------------------------------------------------------- | --------------- | ---------------- |
|             | Konstantin Päts (1874-1956) (sinds 1938: president)      | 24 januari 1934 | 21 juli 1940     |
|             | Johannes Vares "Barbarus" (1890-1946) (procommunistisch) | 21 juli 1940    | 25 augustus 1940 |

### Waarnemend president en premier (1940-1945)
| President en premier | President en premier                 | Ambtstermijn | Ambtstermijn   | Partij |
| -------------------- | ------------------------------------ | ------------ | -------------- | ------ |
|                      | Jüri Uluots (1890-1945) (waarnemend) | 20 juni 1940 | 9 januari 1945 | I      |

### Voorzitter van de Opperste Sovjet (1991-1992)
| Voorzitter | Voorzitter                | Ambtstermijn  | Ambtstermijn   | Partij |
| ---------- | ------------------------- | ------------- | -------------- | ------ |
|            | Arnold Rüütel (1928-2024) | 29 maart 1991 | 6 oktober 1992 | R      |

### Presidenten van Estland (1992-heden)
| President | President                   | Ambtstermijn    | Ambtstermijn    | Partij   |
| --------- | --------------------------- | --------------- | --------------- | -------- |
|           | Lennart Meri (1929-2006)    | 6 oktober 1992  | 8 oktober 2001  | RK/IERSP |
|           | Arnold Rüütel (1928-2024)   | 8 oktober 2001  | 9 oktober 2006  | n/p      |
|           | Toomas Hendrik Ilves (1953) | 9 oktober 2006  | 10 oktober 2016 | SDE      |
|           | Kersti Kaljulaid (1969)     | 10 oktober 2016 | 11 oktober 2021 | n/p      |
|           | Alar Karis (1958)           | 11 oktober 2021 | huidig          | n/p      |

Afkortingen:
- ESDTP = Sociaaldemocratische Arbeiderspartij van Estland (sociaaldemocratisch)
- ETE = Estse Arbeiderspartij
- PK = Agrarische Unie (Estland)
- ERE = Estse Volkspartij
- ESTP = (voorm. ESDTP) Sociaaldemocratische Arbeiderspartij van Estland (sociaaldemocratisch)
- Er = ?
- PKK = Agrarische Unie (Estland)
- RKE = Rahvuslik Keskerakond (Nationale Centrumpartij)
- I = Nationale Vereniging (Estland) (nationalistisch)
- R = Volksfront van Estland (democratisch en liberaal)
- RK/IERSP = Pro Patria Unie (Estland)
- n/p = partijloos